# Lovrečica
Lovrečica (wł. San Lorenzo) – wieś w Chorwacji, w żupanii istryjskiej, w mieście Umag. W 2011 roku liczyła 176 mieszkańców.